# امیدعلی شهنی کرم‌زاده
امیدعلی شِهنی کرم‌زاده (زادهٔ ۱۶ آذر ۱۳۲۴ مسجدسلیمان) ریاضی‌دان و مدرس دانشگاه ایرانی است، که هم‌اکنون به‌عنوان مدیر گروه ریاضی و کامپیوتر و نیز عضو هیئت علمی دانشگاه چمران اهواز فعالیت می‌کند.
کرم‌زاده دانش‌آموخته کارشناسی ریاضی از دانشگاه تهران و کارشناسی ارشد و دکتری جبر از دانشگاه اکستر است. وی به علت تلاش برای عمومی کردن دانش ریاضی، موفق به کسب جایزهٔ ترویج علم ایران گردید. کرم‌زاده در سال ۱۳۸۴ به‌عنوان چهرهٔ ماندگار کشور و در سال ۱۳۹۱ به عنوان استاد برجسته جایزه علمی علامه طباطبایی بنیاد ملی نخبگان معرفی شد.

## زندگی
امیدعلی شِهنی کرم‌زاده در ۱۶ آذر ۱۳۲۴ در مسجدسلیمان زاده شد و دوران ابتدایی و دبیرستان را در این شهر سپری نمود. وی در سال ۱۳۴۸ در رشته ریاضیات محض از دانشگاه تهران، مدرک کارشناسی گرفت، سپس در دانشگاه اکستر بریتانیا مشغول به تحصیل گشت. وی مدارک کارشناسی ارشد و دکتری را به ترتیب در سال‌های ۱۳۵۰ و ۱۳۵۳ در رشته جبر اخذ نمود و از سال ۱۳۵۳ فعالیت بعنوان مدرس را در دانشگاه جندی شاپور اهواز آغاز کرد. از او تاکنون مقالات بسیاری پیرامون ریاضیات محض در مجلات خارجی به چاپ رسیده‌است. کرم‌زاده علاوه بر شرکت در کنفرانس‌های ریاضی بین‌المللی و ایراد سخنرانی در چندین المپیاد جهانی ریاضی، در چند دوره نیز به عنوان سرپرست تیم اعزامی ایران در المپیاد جهانی ریاضی حضور داشته‌است. وی در سال ۱۳۵۳ به عنوان عضو فعال انجمن ریاضی آمریکا (AMS) شروع به فعالیت کرد، که کماکان نیز با این انجمن در حال همکاری می‌باشد. او از سال ۱۳۵۴ تا ۱۳۵۸ به عنوان رئیس دانشکده علوم ریاضی و کامپیوتر دانشگاه جندی شاپور اهواز (چمران کنونی) مشغول به فعالیت بود.

## مسئولیت‌ها
- مدیر گروه ریاضی دانشگاه جندی‌شاپور از ۱۳۵۴ تا ۱۳۵۶
- رئیس دانشکده علوم ریاضی دانشگاه جندی‌شاپور از ۱۳۵۶ تا ۱۳۵۸
- مدیر گروه ریاضی دانشگاه چمران از ۱۳۶۵ تا ۱۳۸۰
- رئیس دانشکده علوم ریاضی دانشگاه چمران از ۱۳۸۰ تا۱۳۸۶
- عضو هیئت علمی دانشگاه شهید چمران
- عضو کمیته پژوهشی دانشگاه چمران
- عضو تیم سرپرستی دانش‌آموزان المپیاد ریاضی ایران از ۱۳۶۷ تا ۱۳۸۱

## مجامع علمی
- عضو انجمن ریاضی ایران
- عضو انجمن ریاضی آمریکا
- عضو انجمن ریاضی انگلستان
- عضو انجمن ریاضی ژاپن
- عضو اتحادیه معلمان ریاضی آمریکا

## جوایز
- جایزه ویژه ترویج علوم، در سال ۱۳۸۳ توسط انجمن ترویج علم ایران
- برگزیده جایزه علمی علامه طباطبایی بنیاد ملی نخبگان در سال ۱۳۹۱
- چهره ماندگار کشور در سال ۱۳۸۴
- برگزاری مراسم تکریم توسط بنیاد نخبگان استان کرمان در سال ۱۳۹۵ با حضور جمعی از چهره های علمی و فرهنگی کشور، شاگردان ایشان و استعدادهای برتر